# Condado de Wayne (Utah)

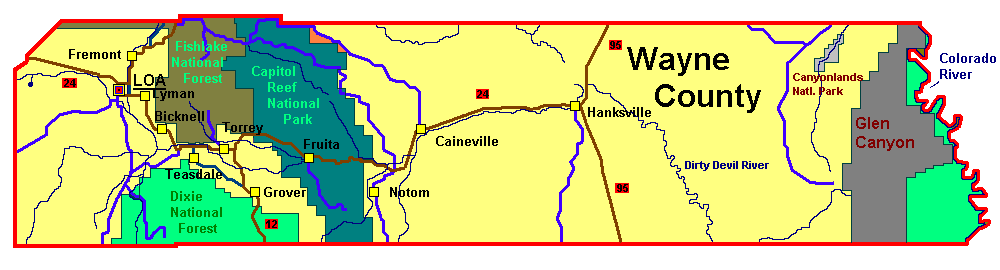
Detalle del condado de Wayne.

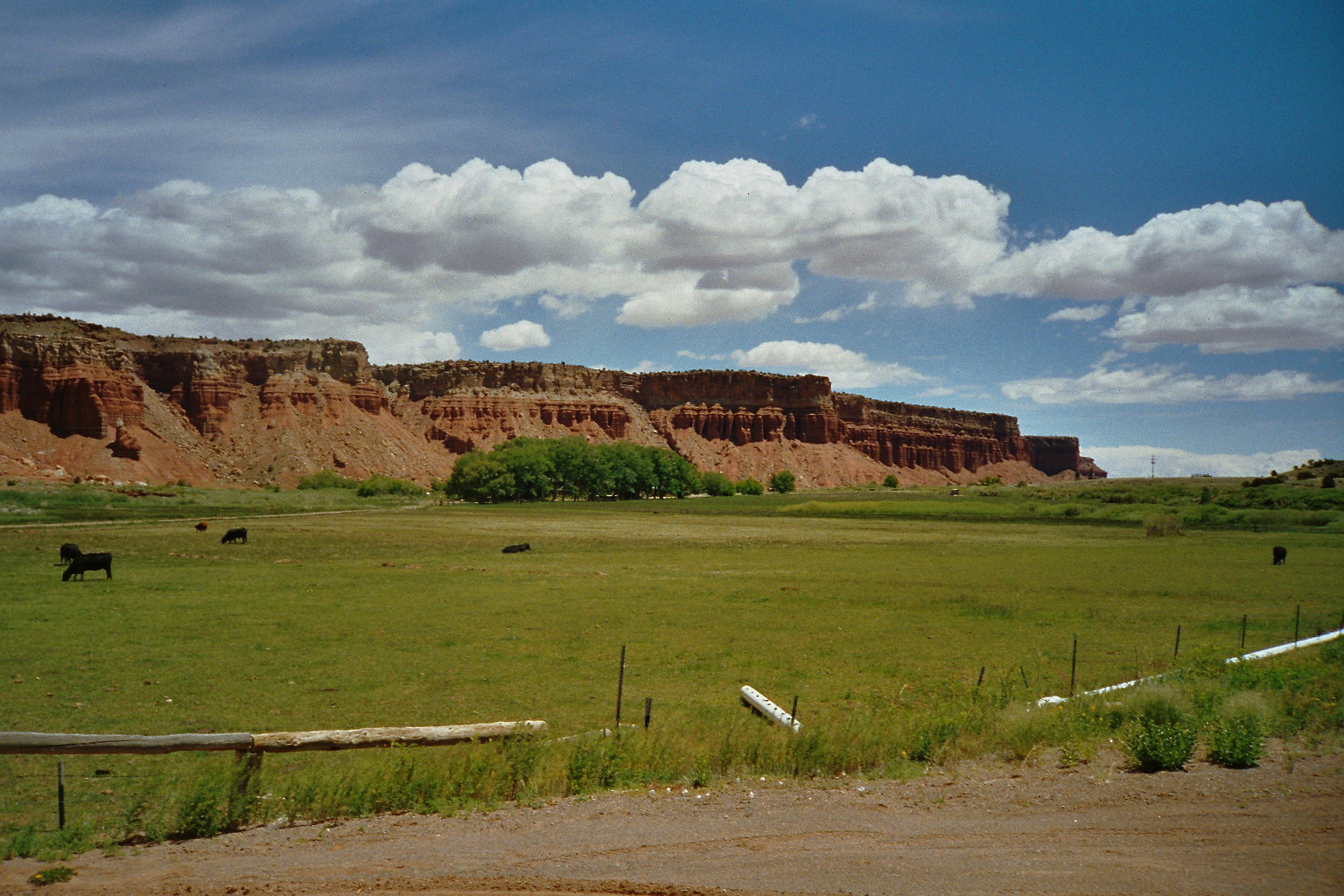
Condado de Wayne, junio de 2005.

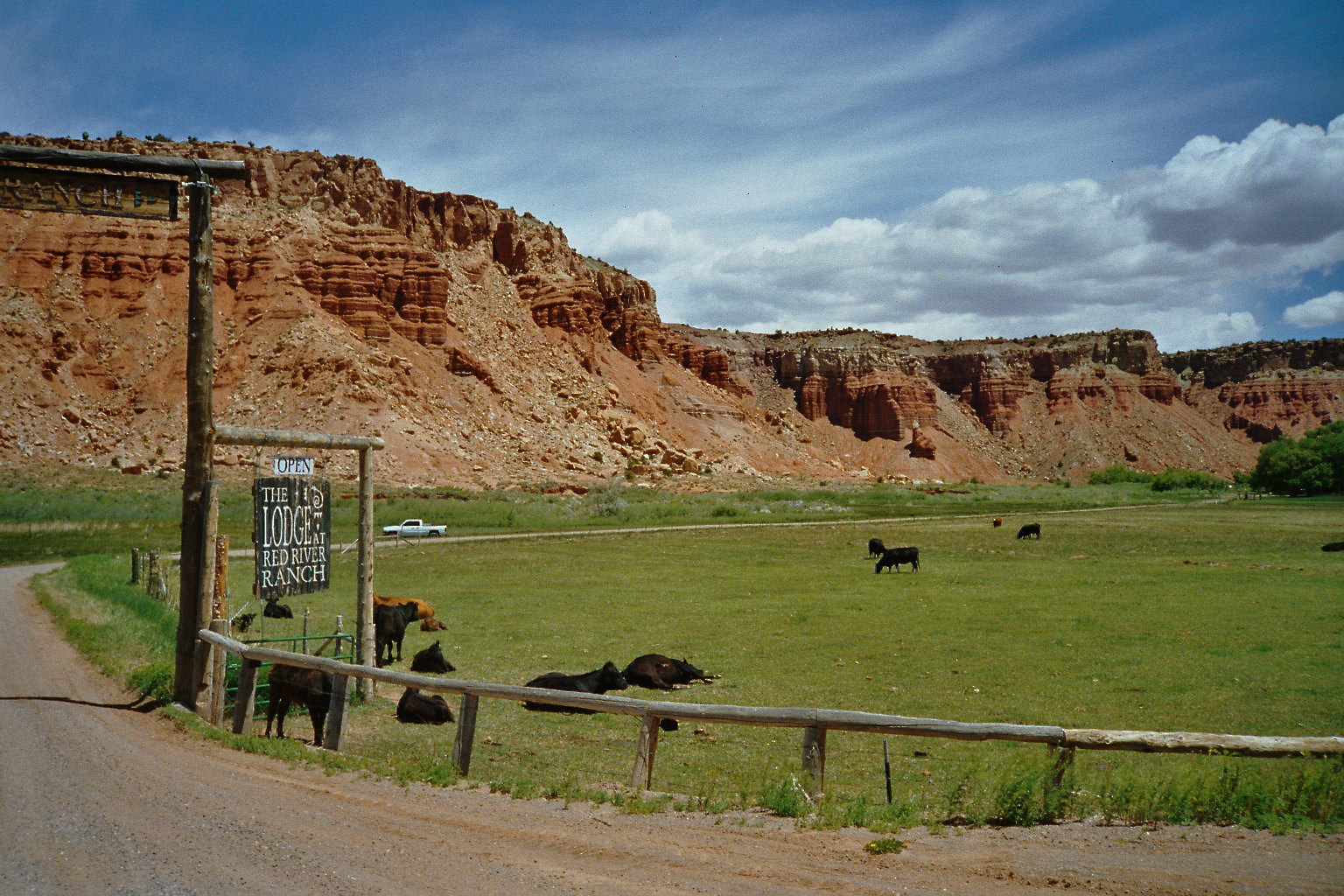
Condado de Wayne, junio de 2005.

Wayne County es un condado del estado de Utah, Estados Unidos. En el año 2000 la población era de 2.509 habitantes, en 2005 se estimaba que había decrecido hasta los 2450 habitantes. Su capital y mayor ciudad es Loa.
A continuación se presentan con orígenes posibles:
1. Por Wayne Robinson, cuyo padre Willis E. Robinson sirvió en el cuerpo legislativo de Utah.
2. Por el general en la guerra de independencia americana Anthony Wayne.

## Geografía
Según la oficina del censo de Estados Unidos, el condado tiene una superficie total de 6.388 km². De los cuales 6,372 km² son tierra y 16 km² (0.25%) están cubiertos de agua.
El río Green (Green River), fluye entre los cañones del parque nacional Canyonlands (Canyonlands National Park), formando la frontera Este. El desierto de San Rafael (San Rafael Desert) ocupa el centro del condado. La montaña Thousand Lake (Thousand Lake Mountain) y la montaña Boulder (Boulder Mountain) flanquean el valle Rabbit (Rabbit Valley) al Oeste del condado, donde los bellos bosques contrastan con los desiertos del Este. La poca población del condado se centra en el valle Rabbit (Valley).

### Condados adyacentes
- Emery, Utah - (Norte-centro y Este)
- Garfield, Utah - (Sur)
- Piute, Utah - (Oeste)
- San Juan, Utah - (Este)
- Sevier, Utah - (noroeste)